# 羅冠聰
羅冠聰（1993年7月13日—），前香港立法會議員、電競評述員，綽號「電競聰」，香港眾志創黨主席，曾任第五十八屆香港專上學生聯會（學聯）秘書長、第五十七屆學聯常委、第四十七屆嶺南大學學生會代表會主席及署理會長。其曾於2016年香港立法會選舉以23歲之齡當選立法會議員，成為香港有史以來最年輕的立法會議員，但其後因宣誓風波喪失議員資格，法律上與梁頌恆、游蕙禎、姚松炎及劉小麗以12天成為立法會史上任期最短的議員。
羅冠聰2014年因參與發動重奪「公民廣場」行動而成名，亦因此於2015年被起訴，終於2016年被高等法院原訟庭定罪並判處120小時社會服務令。律政司不服提出刑期復核，高等法院上訴庭隨後於2017年改判即時監禁。羅及其他兩名被告上訴至终审法院，最終於2018年獲撤销上诉庭的刑期判决並当庭释放。
2020年7月31日，香港警務處以涉嫌煽動分裂国家及勾結外國或境外勢力危害国家安全罪、違反香港國安法名義通緝羅冠聰及其餘五名香港政治人物，羅冠聰因此流亡英國尋求庇護，2021年英國政府跟據難民地位公約給予難民身份，目前持有由英政府發出的難民旅行證作出入境之用。2023年7月3日，香港警務處国家安全處再次以同樣罪名對其懸紅港幣一百萬元正通緝，2024年6月12日更被港府刊憲註銷特區護照及施加限制措施。

## 生平
羅冠聰籍貫廣東省汕尾市，基層家庭出身，1993年7月13日生於深圳市，出生後回到汕尾生活，直至六歲時與母親由中國內地移居香港，與父親團聚。 
羅冠聰於2018年12月畢業於嶺南大學文化研究系，並於2019年獲美國耶魯大學東亞研究系碩士課程取錄。他於2012年起擔任電子競技評述員。 
中學時期於黃楚標中學就讀，在中學大部份日子，他的興趣包括打遊戲機、看書、看漫畫、踢足球。
羅於2016年居於東涌的逸東邨，是少數就任時住在公屋的立法會議員（其餘兩位分別是梁國雄及鄺俊宇）。
2018年底，羅冠聰與周永康、黃之鋒獲政治顧問國際協會頒發民主獎章，以表彰三人帶領佔領中環和雨傘運動，堅持以和平方式實現普選。該協會主席自稱雨傘運動是自北京八九民運以來「中國最大規模的政治示威活動」。
2020年中，罗冠聪与郑文杰、朱牧民、黄台仰、陈家驹、刘康，六人被以「因为煽动分裂国家、勾结外国或境外势力危害国家安全，涉嫌违反港区国安法」為理由，被香港警方通缉，自此起流亡至英國。

## 參與社運
羅冠聰香港高級程度會考的成績不如意，未能獲得心儀學位取錄，他選讀嶺南大學社區學院副學士課程。一年後憑著當年的高考成績被嶺南大學文化研究系取錄。順利入讀大學後，已經對社運滿有想法，當時正值葵青貨櫃碼頭工潮，他認為最好的參與社運方法是參與學生會，可惜當時上莊人數不足，只能成立臨時行政委員會，羅則入選代表會主席，管理學生會，並引申後來成為學聯嶺南常委。罗冠聪母亲当听到儿子成为他所在大学一个民主团体的一名领导人时，曾表示反对。但母親後來表示「會繼續支持兒子」，並認為「所有無私地為香港『行出嚟』的年青人都值得他們的父母支持。」

## 學聯常委

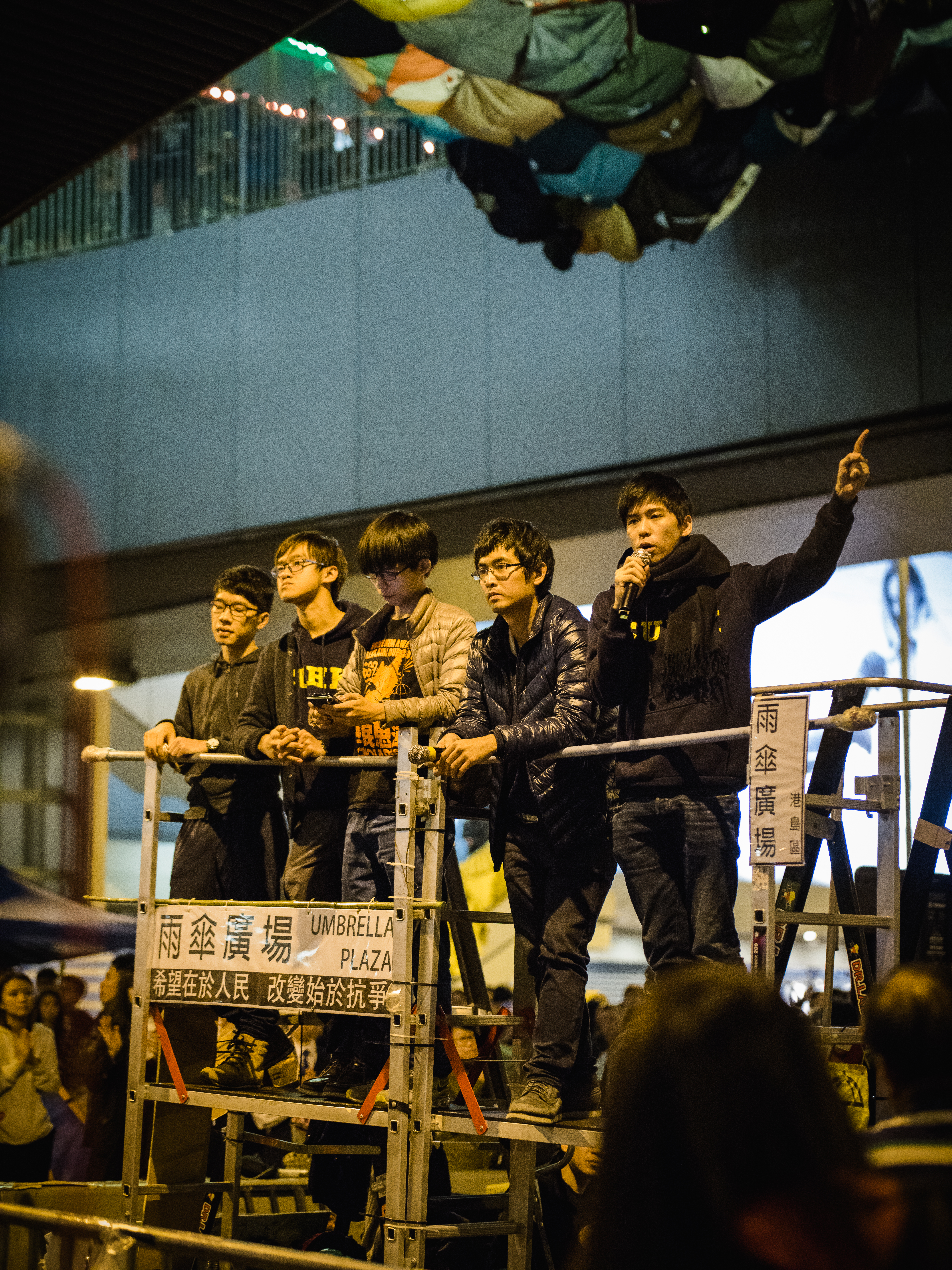
雨傘運動中羅冠聰作為學生代表於雨傘廣場講話

2014年6月11日羅冠聰隨學聯前往香港中聯辦門前示威，期間焚燒國務院發表的《一國兩制白皮書》，反對《白皮書》「特首、法官須愛國愛港」的內容。
2014年7月1日羅冠聰隨學聯於遮打花園進行「佔中預演」，同年9月於中大百萬大道及添馬公園主持學界大罷課，意在爭取具公民提名的真普選。
2014年9月26日晚間，罷課運動至添美道舉行未經警方容許的集會，於晚上時分警察衝向正持咪高峯的羅冠聰，並進行拘捕，其後被控煽惑他人參與非法集結的罪名。
2014年10月21日，佔領中環行動開始後約1個月，羅冠聰與學聯另外4位代表周永康、岑敖暉、梁麗幗（學聯五子）及鍾耀華與當時的政務司司長林鄭月娥及一眾高官面談對話。

## 學聯秘書長

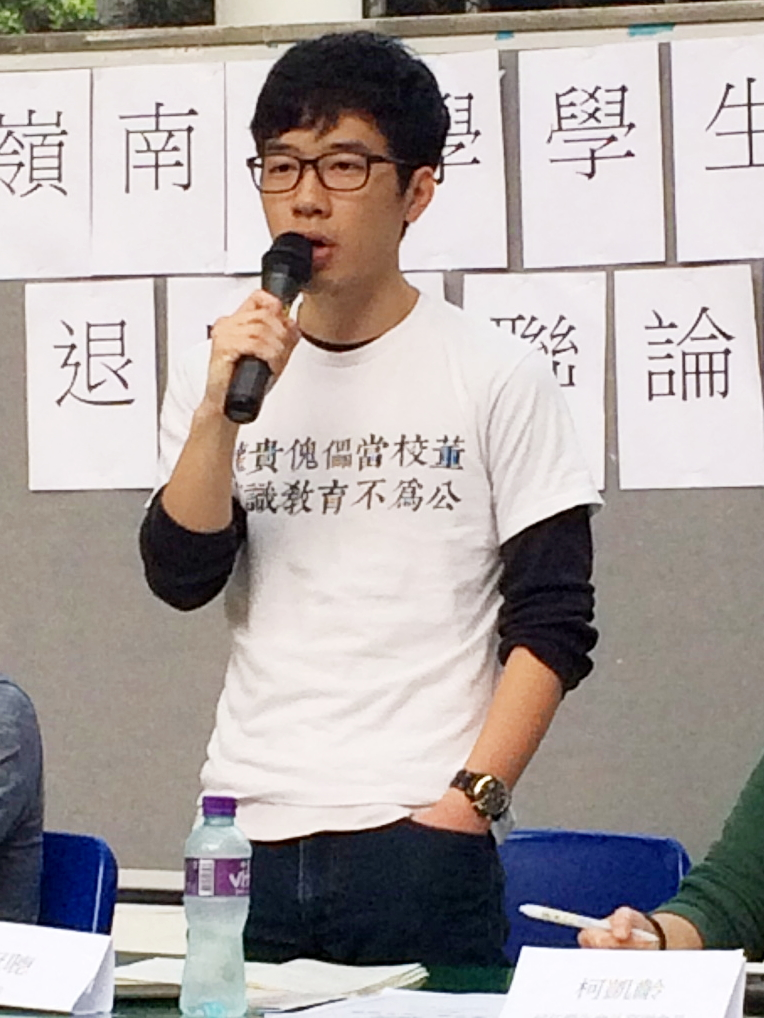
嶺南大學就香港專上學生聯會退出風波而召開的論壇，站立發言者為羅冠聰

2015年3月23日，羅冠聰以37票當選學聯秘書長。但由於學聯秘書長是由「小圈子選舉」產生，而他的認受性備受質疑，故被反對他的人譏笑為「羅三七」。其後，多間大專院校退出學聯，是為香港專上學生聯會退出風波。
2015年4月29日，時任學聯秘書長羅冠聰和前秘書長周永康在美國參加領袖研習班，與美國眾議院外交關係委員會副主席邵建隆會面。
2015年5月6日，學聯秘書長羅冠聰聯同前秘書長周永康，抵達加拿大渥太華出席國會外交事務委員會聽證會，就香港政制發展作證。羅冠聰在聽證會上表示，北京政府違反《基本法》和《中英聯合聲明》，給予港人真正普選行政長官的承諾，因此市民發起佔中行動以公民抗命，爭取應有權利，但遭到警方施放催淚彈鎮壓，他擔心本港青年會面對一個無希望的將來。羅冠聰呼籲加拿大向中方施壓，要求北京遵守基本法，給予港人應有的權利，並聯合其他外國政府，密切監察香港的人權狀況包括派人到港實地觀察。
2015年7月6日，羅冠聰收到西區警署重案組電話，稱會就去年遊行落案起訴，要求他到警署接受調查。8月18日，羅冠聰收到警方通知，月底正式起訴他們去年9月26日、即衝入政府總部東翼前地當日煽動他人參與非法集會。
2015年10月20日，學聯秘書長羅冠聰、嶺南大學學生會會長劉振琳聯同其他學生，在嶺南大學校董會開會時，因不滿政府委任律師會前會長何君堯等人出任校董，發起圍堵行動，阻止院校被干預自主權及學術自由，要求成立專責小組，討論廢除特首擔任校監制度及修改校董會組成架構。
2015年11月20日，羅冠聰與黃之鋒、黃浩銘及陳偉業質疑警方就「燒毀白皮書」一案申請終止聆訊被拒。

## 組党参选
2016年4月10日，羅冠聰與黃之鋒、周庭等人成立新政黨「香港眾志」，以「民主自決」作為民主運動的最高綱領，羅冠聰担任主席。4月20日，羅冠聰在facebook發文，提及自己辦理登機手續時遇到阻滯，自嘲自己不是「姓梁」，到機場「永遠都有保安問題」。羅冠聰指出，自從2014年底登機被拒，就成為國泰航空的不受歡迎乘客。他提起上年坐國泰航空去美加等地，在櫃位辦理手續，櫃位熒幕顯示有保安問題，要等待高層處理，最終用了一小時才辦妥手續。4月27日，羅冠聰連同秘書長黃之鋒到美加接受訪問，到史丹福大學演講宣揚自決理念。
2016年5月19日，適逢全國人大委員長張德江訪港，羅冠聰與香港眾志成員在東區海底隧道出口攔截張德江的車隊，被多名交通警員发现并制服并拘捕，随后当天午夜被保释。同年8月16日，羅冠聰入稟高等法院申請司法覆核，要求高院裁定警方於張德江訪港期間設立保安區的決定屬不合法。

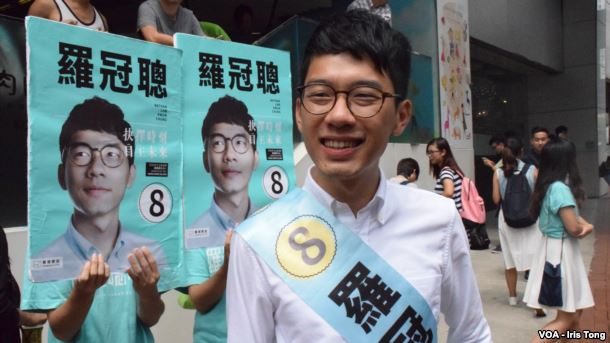
競選活動

2016年7月18日，羅冠聰宣告參選2016年香港立法會選舉香港島選區。8月2日，羅冠聰於立法會候選人簡介會中，上台直接質問馮驊法官容許連串政治篩選，是否受到特首梁振英及中共政府的指示，期間被穿着藍色衣服、懷疑是便衣警察的保安人員從後強行拉扯下台，整個人從台上被摔落地下，旁邊盆栽損毀。
8月6日，郵政署拒絕寄出羅冠聰有「自決」字眼的單張，羅批評當局正進行無理的政治打壓，表明考慮循法律途徑追究。
9月2日，司馬文終止選舉工程，呼籲支持者可以轉投「有才能有願景」（talented and visioned）的羅冠聰。其後因司馬文及徐子見棄選因素，羅冠聰民調支持率開始上升，最終以50,818票當選，成為香港史上最年輕的立法會議員，亦是民主派香港島區「票王」，成為香港眾志的首批立法會議員，而羅更成為立法會史上最年輕的議員。

## 退出香港眾志
2020年6月30日，羅冠聰在社交平台上宣佈退出香港眾志。
2020年7月1日晚（香港時間），羅冠聰透過視像在美國國會聽證會上發言，批評中國政府在港直接施行「國安法」，賦予香港政府的權力過大，而且其定義的所謂「罪行」字眼模糊，容易為政府當局濫用權力。羅並強調中方違反中英聯合聲明及一國兩制。在發言期間，羅亦以廣東話說出「光復香港，時代革命。五大訴求，缺一不可。」的口號。

## 流亡英國
2020年7月2日，羅冠聰證實已於港區國安法正式生效前離開香港，羅認為國安法大規模打壓本地能承擔的國際線工作，風險幾何上升，因此須要有國際視野的政治人物，繼續以港人身份在民間外交層面發聲。羅表示「今此一別，尚未知歸途何期」，「願他朝有幸，半生歸來，仍是那位無忘初衷的少年。願香港安好，願榮光早日到來。」其後在13日證實身處英國。
羅冠聰在2020年6月19日在灣仔收集市民提名，並宣佈將參與初選，但在7月8日，羅向民主派初選統籌秘書處表示在《港區國安法》實施後已無法確保他在香港的人身安全，故決定退出同月舉行的初選，他又在Facebook專頁發佈影片指他身處安全的地方，呼籲支持者轉投南區區議員袁嘉蔚。
7月13日晚，羅冠聰在Facebook表示自己身處英國倫敦，又指自己會繼續國際遊說工作，透露在公寓內接受外國傳媒訪問，認為香港人需「在同一片戰場上延展戰線」。7月21日下午，羅冠聰與到訪英國的美國國務卿蓬佩奧會面，該會面由美國駐倫敦大使館及香港監察安排。羅冠聰在會談上呼籲國際社會應「連成一線，應對中共威權擴張」，並希望可與美國政界有更多交流，繼續為港人發聲。
7月31日，據消息，羅冠聰因被指涉嫌违反《港区国安法》而被香港警方通緝。之后，羅冠聰宣佈與其家人斷絕關係。
2020年12月21日，羅冠聰宣佈向英國政府申請政治庇護。2021年4月7日，羅冠聰的申請獲得英國政府批准。中华人民共和国外交部發言人趙立堅表示中國政府反對英國政府干預中國內政，表示「強烈不滿」、「堅決反對」。英國外相藍韜文表示將繼續與香港人同行，並履行《英中聯合聲明》中英國對香港人的道義責任。

## 社會事件

### 立法會宣誓風波
2016年10月12日立法會大會，羅冠聰宣誓就職時刻意提高誓詞「中華人民共和國」中「國」字聲調（陰上聲），並於誓詞前後呼出「不會效忠於殘殺人民的政權」、「權力歸於人民，暴政必亡」、「民主自決，抗爭到底」等字句。當時立法会秘书长陳維安裁定其宣誓有效。其後，立法會主席梁君彥亦裁決其宣誓有效，無須重新宣誓。
2016年12月2日，特首梁振英及律政司入稟司法覆核，要求取消羅冠聰等四名泛民主派議員的議員資格。
2017年7月14日，法庭為司法覆核作出裁決，宣布羅冠聰、劉小麗、姚松炎和梁國雄的議員資格被取消，並追溯至2016年10月12日宣誓當日。法官區慶祥同意原訴梁振英及律政司司長袁國強所指，羅冠聰在宣誓時將「中華人民共和國香港特別行政區」中的「國」字聲調提高，是沒有表現出將會致力擁護、遵守及履行誓言中的責任的真正及忠實的意圖，表達出他對中華人民共和國作為香港特別行政區的合法主權國的地位的質疑或不尊重。加上在宣誓前後的開場白及結束詞，並不符合立法會誓言的「嚴格形式和內容規定」。其後，羅冠聰表示，由於資金有限，決定不會上訴。

### 訪問台灣遇襲
2017年1月7日凌晨，羅冠聰與黃之鋒等多名香港眾志成員參加時代力量所舉辦的「時代眾志‧自決力量-台港新生代議員論壇」，惟到達台灣桃園機場時遇到愛國同心會及四海幫等「統派」團體200多人抗議，舉牌叫囂要羅冠聰等人滾回香港。其間，數名穿黑衣身份不明男子突破警方封鎖區，追打羅冠聰等人。事後，台灣警方拘捕「四海幫海巨堂」的堂主陳子俊，並表示「已經要求刑事局，各轄區警察機關，應立即嚴正依法取締不法行為。」
翌日晚上十時半羅冠聰回港時，於機場被親中人士襲擊，其間被淋潑液體，眼鏡遭弄跌，頸側亦有紅印，其後往警署報案及安排驗傷。時代力量獲悉事件後表示，要嚴厲譴責「匪夷所思、毫無理性可言的暴力行為。」事後，警方拘捕3男2女，控以參與非法集結及普通襲擊罪。

### 公民廣場案
2016年7月21日，羅冠聰與黃之鋒、周永康就重奪「公民廣場」行動於東區裁判法院被裁定「煽動他人參與非法集會」罪名成立。8月15日，羅冠聰因重奪公民廣場案煽惑他人參與非法集結罪名成立被判120小時社會服務令。裁判官表示，被告是真心為著自己的政治理念或對社會現狀的關心而表達訴求，其動機並非為一己之私或傷害他人。
2017年8月17日，律政司不滿本案羅冠聰的判刑過輕，提出刑期覆核，要求判各人即時監禁後，被高等法院上诉法庭判處由120小時社會服務令加刑至8個月監禁，根據《立法會條例》和《區議會條例》將被褫奪參選權5年，包括2018年香港立法會補選、2019年香港區議會選舉以及2020年香港立法會選舉。其後他在9月4日申請上訴至終審法院，期間他被囚於塘福懲教所。
2017年10月24日，終審法院批准羅冠聰以5萬港元現金及5萬港元人事保釋。
2018年2月6日，終審法院裁定羅冠聰上訴得直，維持原審社會服務令判決。

### 美國游说

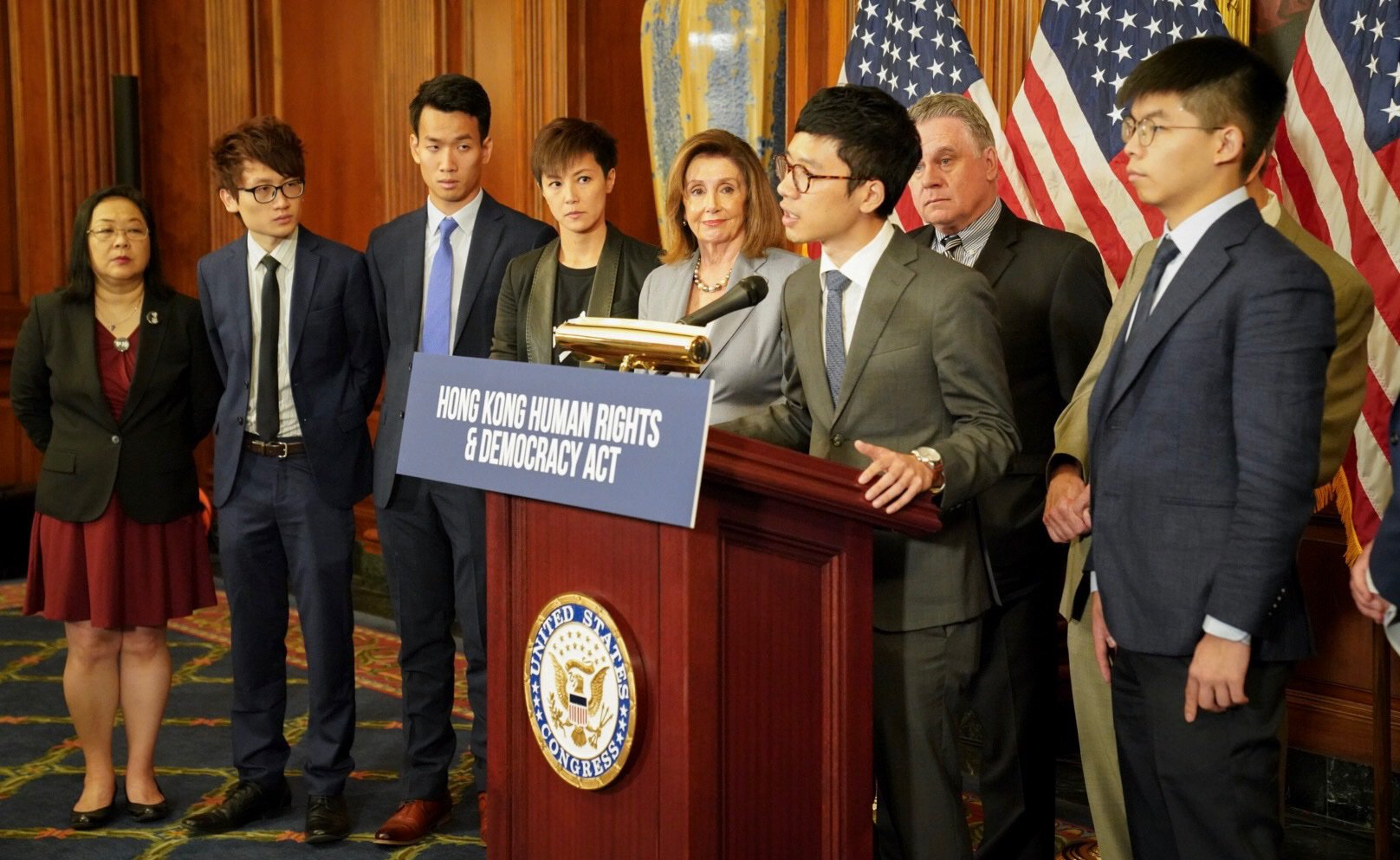
羅冠聰在美國眾議院上發言，促請通過《香港人權及民主法案》

2019年9月26日（美國時間），羅冠聰出席美國參議院外交委員會東亞及太平洋事務小組聽證會，先提及雨傘革命，其後促請重啟政改。羅其後批評香港政府在反送中運動中保持沉默，更默許警察濫用暴力，激起民憤，導致社會動蕩。之後羅促請中國大陸認真履行《中英聯合聲明》中對香港人的承諾，貫徹落實真正的「一國兩制」、「港人治港」、「高度自治」。並呼籲國際社會聯手向中國大陸施壓，他亦感謝美國參眾兩院通過審理《香港人權與民主法案》。
2020年7月23日，美國國務卿迈克·蓬佩奧在尼克松总统图书馆暨博物馆進行《共產中國與自由世界的未來》演講。在當中，他呼籲自由世界團結起來和中國人一起改變中國的現況。羅冠聰、魏京生及王丹皆被邀請出席演講。羅冠聰由於新冠病毒疫情無法安排航班出席，但在講辭中被提及。

### 其他政治活动

#### 支持梁國雄出選特首
2017年2月8日，社民連梁國雄聯同人民力量陳志全、朱凱廸團隊、劉小麗以及香港眾志羅冠聰在立法會召開記者會，公佈參與「2017特首民投」民間提名及參選特首選舉決定。社民連、人民力量、小麗民主教室、朱凱廸團隊及香港眾志發出新聞稿，支持梁國雄出選特首。

#### 呼籲民主派投白票
2017年3月26日舉行的行政長官選舉中，羅冠聰與6名民主派選舉委員：梁國雄、劉小麗、朱凱廸、陳志全、邵家臻、張超雄呼籲民主派投白票。時事評論員古德明認為：「這次行政長官選舉，曾俊華假如僥幸得勝，則港人當可有五年休養生息。只是梁國雄等七人，以『不妥協』為誇。我對他們從此要刮目相看了。」

#### 黑紫荊行動
2017年6月26日，適逢中共中央總書記習近平訪港，羅冠聰與香港眾志秘書長黃之鋒、林朗彥、周庭、人民力量譚得志及社民連成員等人於灣仔金紫荊廣場，用數塊黑布包圍廣場的香港標誌性建築紫荊花雕塑，並呼籲市民於7月1日上街表達憤怒。
兩天後到6月28日，羅冠聰、黃之鋒，社民連立法會議員梁國雄及副主席黃浩銘等20多人，再度「佔領」金紫荊，有部分示威人士爬上金紫荊，並以鐵鏈將自己和雕像鎖在一起。警方拘留26名示威者逾30小時，多個團體批評警方以人手不足為由扣留示威者長達十多小時並不合理，質疑是故意放慢工作藉以延長眾人遭拘留的時間，事後香港眾志分別向平等機會委員會、警察投訴課投訴警方當日安排。

#### 國泰航空事件
2018年5月1日，羅冠聰在他的臉書上發帖質疑國泰航空要把他放在「黑名單」；羅冠聰在同年8月14日發帖，表示自己又遭到國泰航空刁難，並呼籲身邊朋友不要再乘坐國泰航空。後來羅冠聰發信到國泰航作出投訴，其後收到國泰航空的回覆，拒絕回應是否持有「保安問題名單」。羅對此回覆表示不滿。
2020年4月12日，許冠傑舉行網上演唱會為香港抗疫打氣，羅冠聰同日於社交網站批評許冠傑演唱會。羅冠聰指許冠傑的歌曲在「反修例風波」後的香港已不合時宜，無法使大家「開開心心」，團結向前，相反聽何韻詩演唱一首「貼近時代」的歌曲，比起一整個許冠傑演唱會更「呼應時代」。
事後此言論引來一部分網民批評，斥責羅冠聰「事事政治化」，有留言指「懷念以前嘅香港。音樂無分顏色，請不要乜都政治化」、「難得有善心人不收分文，出來唱一些金曲給各人緬懷，給各人打氣，為什麽還要給人潑冷水？，不知所謂」。同時亦有一部分網民認同，認為「給上一代的人懷緬吧了～ 過去香港有公平制度 今天香港是人治制度」、「純粹聽歌，已無共鳴」。
2020年5月，香港媒體開始引述消息報道北京政府有意透過修改《基本法》附件一引入《國安法》，羅冠聰批評北京此舉繞過本地立法過程，反映「攬炒」香港的不是香港人，而是北京，「破壞香港自治，為自身政治穩定犧牲香港，正是開啟了攬炒的過程。」
由2019年10月起，立法會內務委員會多個月未能選出正副主席。中國國務院港澳辦發言人於2020年4月13日批評反對派議員為了政治私利，損害公眾利益，採用卑劣手法癱瘓立法機關運作，認為這種行為無異於「政治攬炒」，「其所作所為令人質疑有違有關宣誓誓言，構成公職人員行為失當。對此予以強烈譴責」。羅冠聰反駁指根據《基本法》第22條，「中央人民政府所屬各部門、各省、自治區、直轄市均不得干預香港特別行政區根據本法自行管理的事務」。國務院港澳辦發言人指大眾必須認清反對派議員「只破壞不建設」的本質，其破壞行徑是與「暴力攬炒」、「經濟攬炒」相呼應的「政治攬炒」。

### 流亡英国后的政治活动

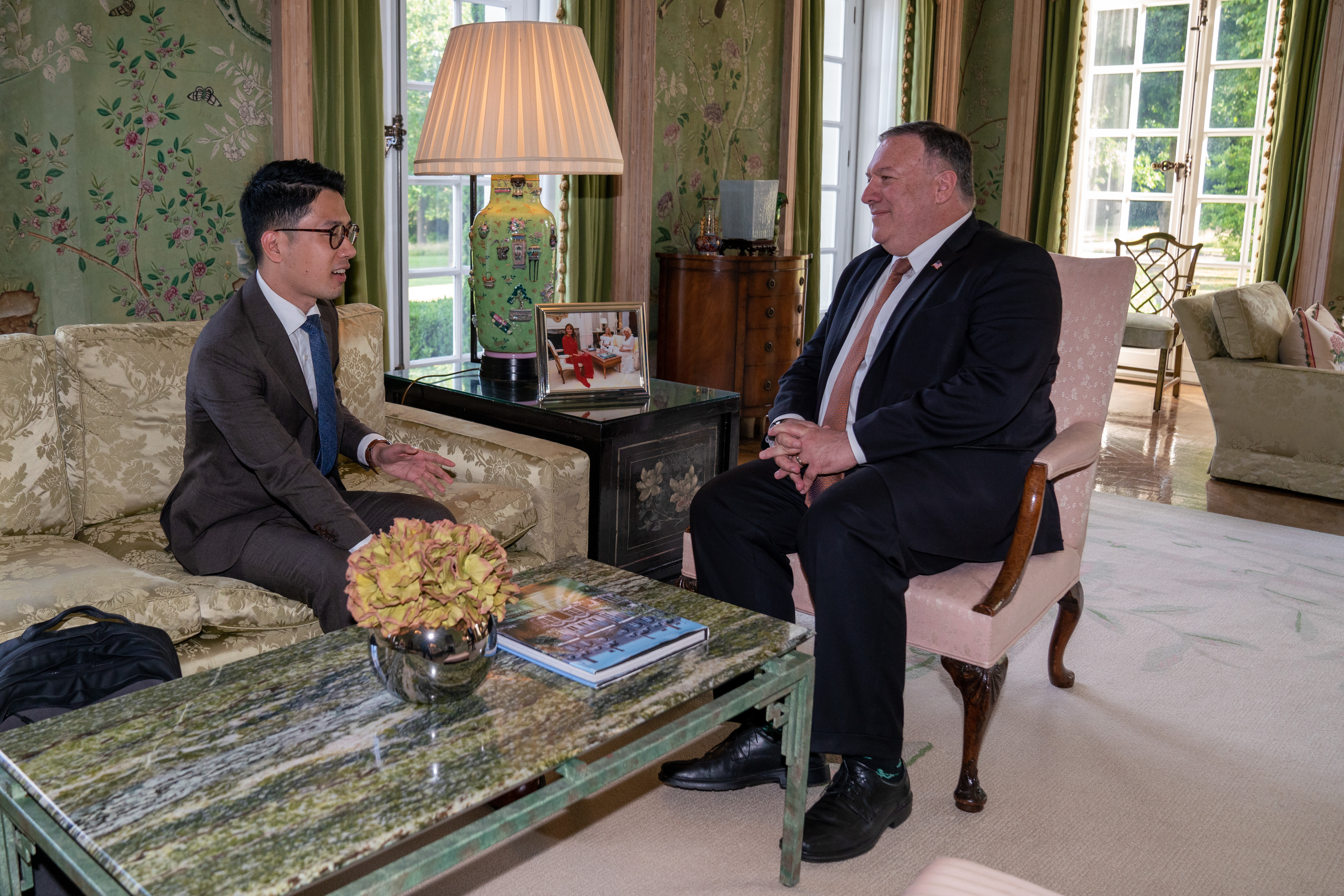
2020年7月，羅冠聰在英國倫敦會見美國國務卿邁克·蓬佩奧

2020年7月，羅冠聰在英國倫敦會見美國國務卿邁克·蓬佩奧。港区全国人大代表陈勇形容，蓬佩奥见罗冠聪是“强盗勾结汉奸”。 
2020年8月，中國外交部部長王毅出訪歐洲，首站為意大利。羅冠聰去信意大利外長路易吉·迪馬尤促其與王毅討論香港問題以及中國侵犯人权行为的问题。探訪其間意大利總理朱塞佩·孔蒂拒絕與王毅會面，兩者只作了電話會談。
2020年9月，部份民主派立法會議員表明會按香港民意研究所進行的民調結果決定是否延任議員一職，民主黨製作解說留任理據的單張曾引用羅冠聰的言論，指出留任或離任均不會影響國際觀感。
2020年12月9日，英国内政大臣彭黛玲与罗冠聪会面。对此，中国驻英大使馆表示坚决反对。香港特区政府也称，对有英国内阁大臣与全无官方身份的香港反政府人士会面时刻意展示特区区旗，表示强烈不满及反感。
2021年1月， 羅冠聰呼籲歐洲議會暫停《中歐投資協定》，並希望台灣通過「香港人權及民主條款」，有親中派政治學者認為其言論違反《港區國安法》第29條，即勾結外國或者境外勢力危害國家安全罪。
2021年11月26日，羅冠聰聯同他人成立組織「香港協會（Umbrella Community）」，周五（26 日）於倫敦舉行啟動典禮。香港協會為非牟利、非政治的社區共益公司（Community Interest Company，CIC）。協會董事會成員包括羅冠聰、《十年．本地蛋》導演伍嘉良、融樂會創辦人王惠芬和英國著名樂隊Mumford and Sons前結他手Winston Marshall。協會成立目的是希望能夠保存香港文化和身分，凝聚港人。羅希望3至5年，能在倫敦設立實體中心，作為港人的社區空間，向移英港人提供服務和資訊，協助他們落腳。
2021年12月9日-10日，美國舉行「全球民主峰會」，羅冠聰獲美國總統拜登邀請出席並進行發言。同月7日保安局局長鄧炳強發表文章指控羅冠聰為「叛徒」、「懦夫」，死心不息「攬炒」香港，及後在同月8日鄧局長主動向傳媒表示羅冠聰為現代「漢奸」，行為羞恥。新華社同月8日亦發文指斥羅背叛國家、背叛中華民族的行為將牢釘歷史的恥辱柱上。羅其後在社交平台回應，指自己不會屈服。同月11日，港府亦撰文抨擊羅在美言論失實。面對香港親共團體批評羅在社交表示「面對流氓最好的回應是專注自己的倡議工作」。
2021年12月18日，廉政公署發出通緝令指羅及另外五人呼籲杯葛同月19日的2021年香港立法會選舉涉嫌違法。
2024年6月13日，羅冠聰在德國之聲表示：「我只是大歷史中的小人物。」

### 被通緝
2023年7月3日，羅冠聰、劉祖廸、郭榮鏗、袁弓夷、任建峰、郭鳳儀、許智峯及蒙兆達等八名流亡海外的香港民主派人士被香港警務處國家安全處各悬赏100万港币通缉。案情指羅冠聰多次在海外透過社交平台、新聞媒體和公開集會等平台，鼓吹香港獨立，勾結反華政客，組織進行工作，包括出席外國聽證會及官方場合活動，請求外國對中國和香港特別行政區採取制裁和其他敵對行為。相關行為涉嫌干犯《港區國安法》第21條煽動分裂國家罪和第29條勾結外國或者境外勢力危害國家安全罪。7月5日，香港警方逮捕了涉嫌營運反政府社交平台「懲罰mee」資助羅冠聰的前香港眾志骨幹成員林朗彥等四人。
2023年7月11日清晨六時，警方國安處人員到位於東涌的兩個單位搜屋，並以涉嫌協助在逃人繼續從事危害國家安全行為，帶走羅冠聰的父母及兄長共三人調查，錄取口供問話，了解是有否提供經濟援助，以及是否作為在港代理人。
2023年8月，國安赴東涌寓所帶走其大嫂，同月一名懷疑聯繫人余志欣於北角的單位同樣被帶走。
2023年11月，一名自稱是羅冠聰二哥的男子，於社交平台發文斷絕關係，文中表示「二哥只想和媽媽平靜在港生活」，並建議羅冠聰回港面對一切，才是「正確的方向」。

### 被維護國安條例限制權利
2024年6月12日，保安局局長鄧炳強引用《維護國安條例》第 89 條，「保安局局長有權為針對某潛逃者施行某些措施而指明該潛逃者」，向羅發出以下限制，
(1)撤銷特區護照

(2)禁止提供或處理資金

(3)禁止與物業相關活動

(4)禁止與其合資企業或合夥

### 母親公屋被回收
2024年6月16日，前香港眾志主席羅冠聰的母親位於東涌逸東(一)邨公屋單位被收回。房屋署不點名指該單位曾出現欠租情況違反租約，因此今年3月發出遷出通知書終止有關單位的租約，並於6月完成相關程序後收回有關單位。
2024年6月20日，羅在社交平台回應母親被收公屋 ，承認無奈與焦慮表示「花了很多時間與負面情緒博鬥」。

## 人物關係
羅冠聰認識不少政治立場較鮮明的藝人，包括何韻詩、王宗堯、黃耀明、林夕等少數公開支持泛民主派的藝人。
香港眾志成立當日，商台首席智囊陳志雲、資深傳媒人李怡、前學聯正副秘書長周永康及岑敖暉都參加了放映會，何韻詩、黃耀明和王宗堯等多名支持泛民主派的藝人亦到場支持。前公務員事務局局長王永平於Facebook撰文，表示支持羅冠聰，建議選民投票支持他。
2016年8月28日，香港眾志舉行「造勢大型街站」，信報前總編輯練乙錚、《十年》本地的導演伍嘉良、理工大學應用社會科學系退休副教授何芝君、太古城東區議員王振星、港大前學生會會長梁麗幗、中大前學生會會長王澄烽、黃耀明等皆有到場支持。
2017年9月，被判八個月監禁的羅冠聰在獄中寫了一封信給前任伊利沙伯中學舊生會湯國華中學學生會會長湯錦婷，惟表示他們互不相識。

## 電台節目
羅參與論政節目，與黃之鋒、周永康、岑敖暉主持網絡電台D100節目《學運連線》、《眾志同學會》、《風波裏的茶杯》。

## 著作
- . 白卷出版社. 2018. ISBN 9789887816386.
- . 2021.

## 軼事

### 電子遊戲
未參與社運時，羅冠聰曾活躍於電競界，尤其喜愛遊玩英雄聯盟。綽號為「電競聰」的他於2012年起擔任電子競技評述員，亦曾主持網上電競直播。

### 中學生涯
羅冠聰在中學時期為學校足球隊成員。此外，羅冠聰在中五加入學校辯論隊，因而引起他對時政的興趣。

### 感情生活
他曾與同為活躍社運的袁嘉蔚拍拖。2019年12月，二人宣佈分手，在社交網帖文中羅明言「雙方真切的感受到性格不合所帶來的傷害」。流亡海外後與台灣女子林薇交往。

## 荣誉
2016年，獲《外交政策》選為全球百大思想者之一。
2016/17年間，三度民意調查選為「十大立法會議員」之一。
2018年，獲政治顧問國際協會頒發民主獎章。
2018年，獲提名競逐諾貝爾和平奬。
2020年，獲頒馬格尼茨基人權獎，被美国《时代》評為2020年全球百大最具影响力人物之一。
2022年，獲頒華盛頓傑斐遜學院當屆唯一一個榮譽博士學位，以表揚他在爭取人權、民主同自由上的貢獻。